# .ky
ky. هو نطاق إنترنت من صِنف مستوى النطاقات العُليا في ترميز الدول والمناطق، للمواقع التي تنتمي إلى جزر كايمان (مستعمرة بريطانية في البحر الكاريبى).